# Vrata

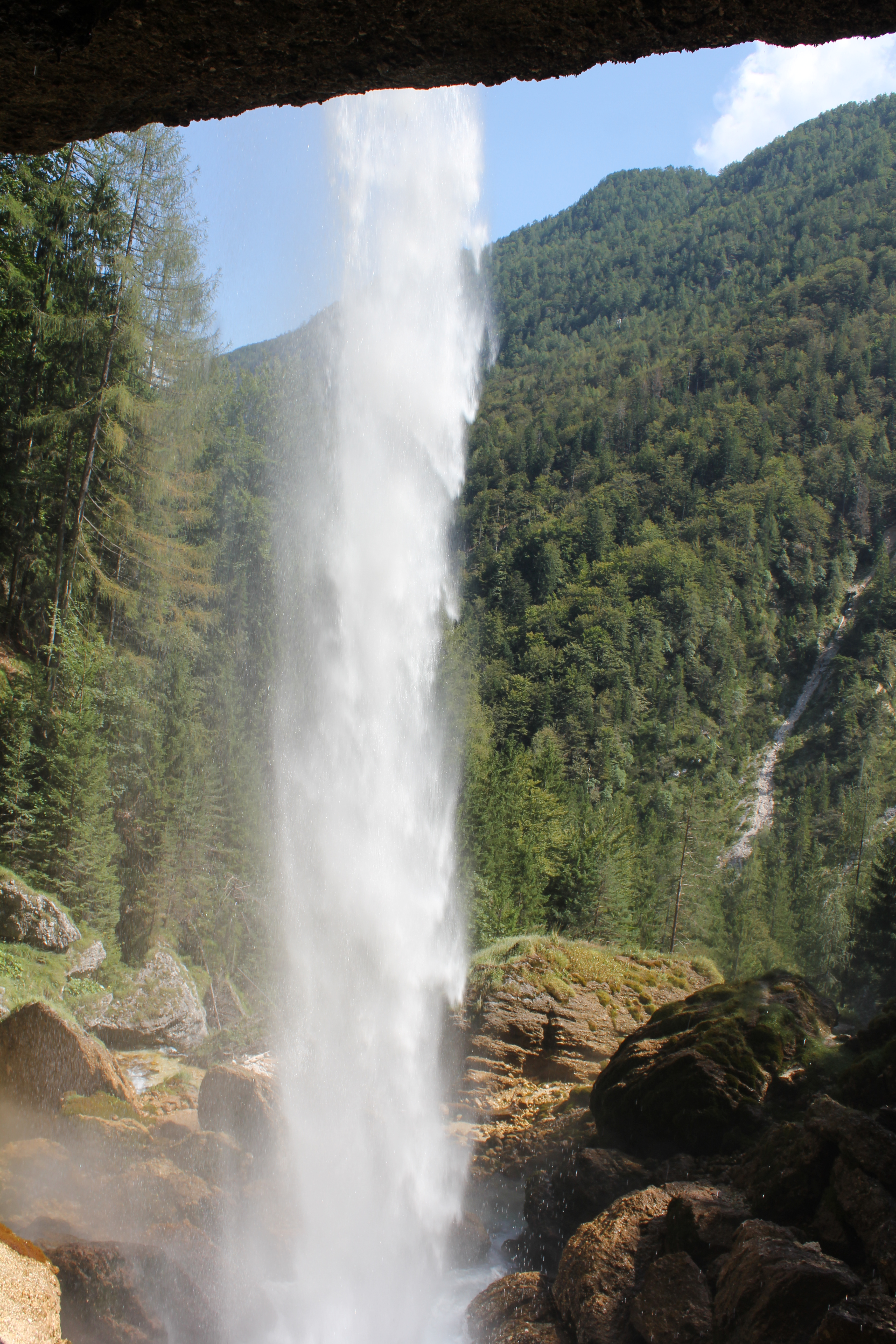
Der untere Peričnik-Wasserfall

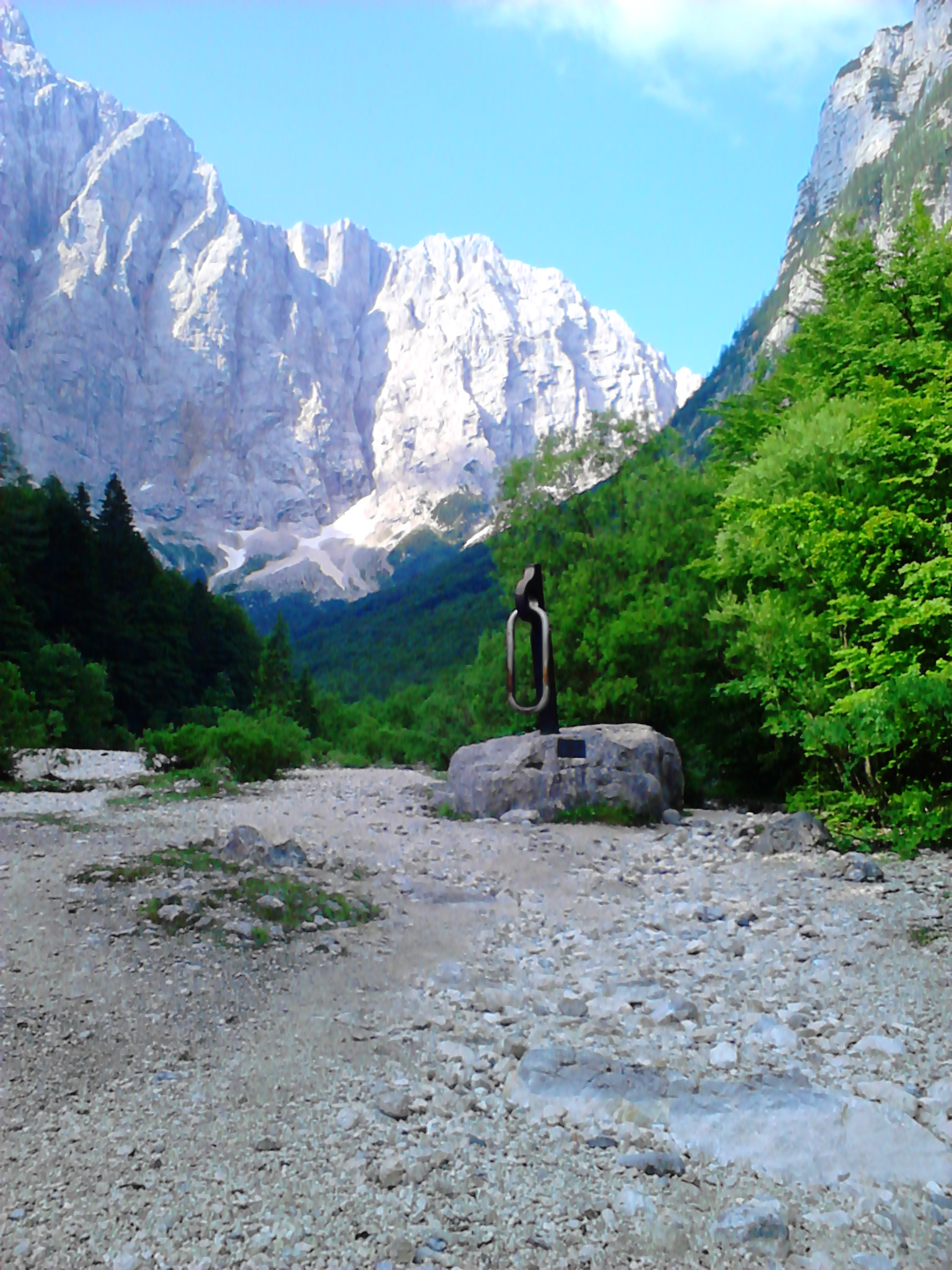
Mahnmal für die im Zweiten Weltkrieg gefallenen Partisanen

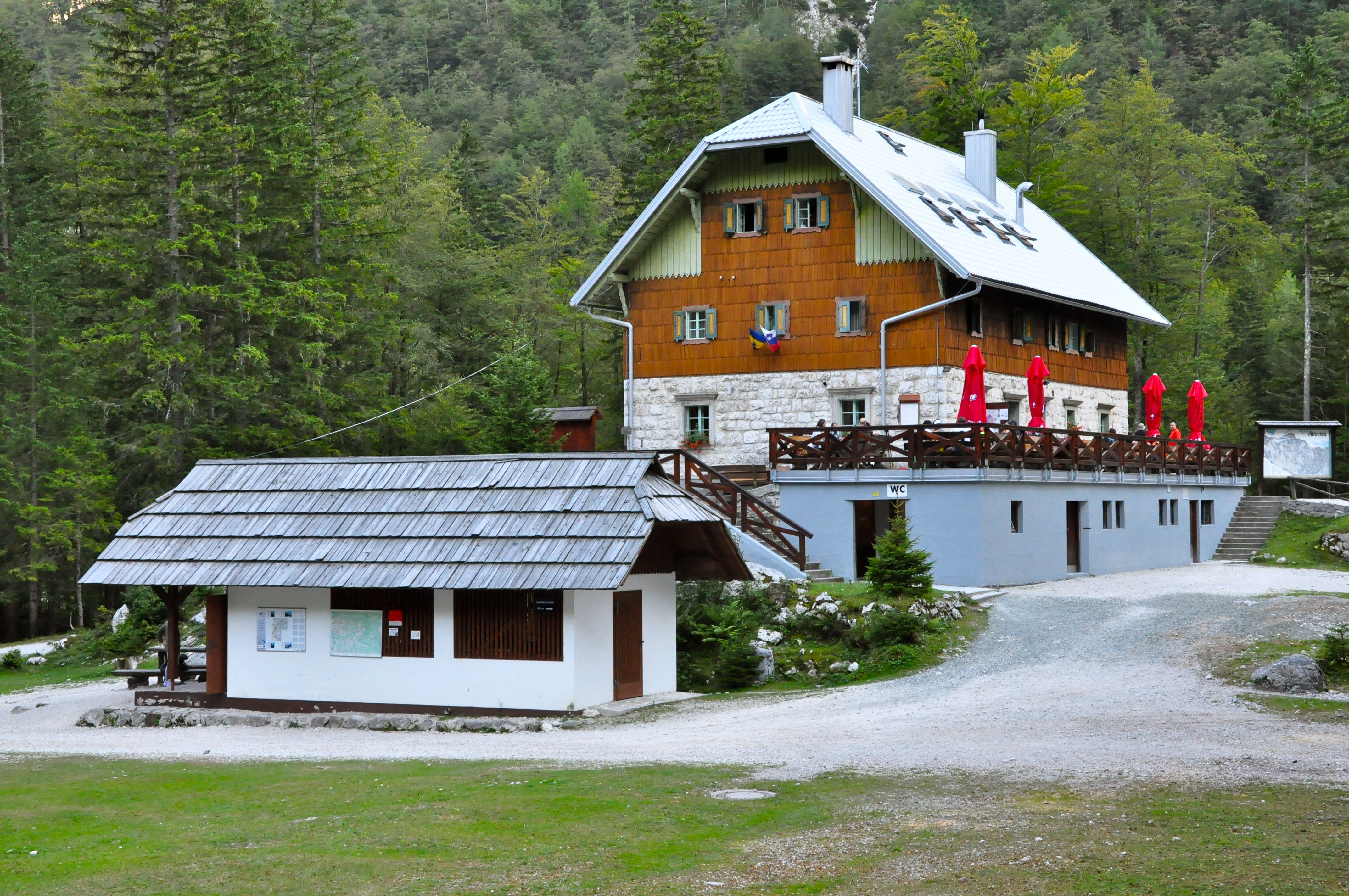
Aljaž-Haus

Vrata (slowenisch und serbokroatisch für Tor) ist das größte durch Gletscher umgeformte Tal auf der Nordseite der Julischen Alpen.

## Zugang
Am Beginn des Vrata-Tales in Mojstrana befindet sich das Slowenische Gebirgsmuseum (slowenisch: Slovenski planinski muzej). Von dort führt eine befestigte und teilweise asphaltierte Straße weiter ins Tal. Nach etwa vier Kilometern gelangt man zur Peričnik-Hütte (slowenisch: Koča pri Peričniku). Von dort sind es weitere sechs Kilometer bis zum Aljaž-Haus (slowenisch: Aljažev dom), stellenweise mit Steigungen von bis zu 25 Prozent. Separat zur Straße beginnt in Mojstrana ein Wanderweg, der als markierter Pfad am rechten Bistrica-Ufer bis zur Peričnik-Hütte auf 750 m Seehöhe führt. Oberhalb von dieser befinden sich die beiden Wasserfälle gleichen Namens.

## Peričnik-Wasserfälle
Als sich der Gletscher nach der Eiszeit aus dem Tal zurückzog, blieb an seinen Rändern eine Wand aus Konglomeratgestein zurück, über welche das Wasser frei hinabstürzt; der untere Fall ist 52 m hoch, der obere 16 m. Außerordentlich malerisch sind sie in kalten Wintern, wenn sie zu unzähligen Eiszapfen und Eisplatten in blauer und grüner Farbe erstarrt sind.

## Moräne
Von der dicht an der Straße gelegenen Peričnik-Hütte führt der Weg in jähem Anstieg über die eiszeitliche Moräne; nach 1,5 km besteht die Gelegenheit, einen bequemeren Fußweg unter den sogenannten Galerien über dem linken Bistrica-Ufer, der zum Aljaž-Haus führt, zu wählen. Drei Stunden Gehzeit sind dabei zu veranschlagen. Straße und Fußweg verlaufen stets im Gebiet des Nationalparks Triglav, in dem eigene Gesetze und Regeln zu befolgen sind.

## Aljaž-Haus
Das auf 1.015 Metern Seehöhe über NN gelegene Aljaž-Haus ist wichtigster Ausgangspunkt für Touren in das Triglav-Gebiet von Norden her und für Kletterpartien durch die Triglav-Nordwand. Es handelt sich um eine Hütte des Slowenischen Alpenvereins. Der Pfarrer von Dovje, Jakob Aljaž, errichtete 1896 eine erste Hütte im Vrata-Tal, 1904 eine größere; 1908 wurde sie durch eine Lawine zerstört, weshalb 1910 an sichererer Stelle das heutige Haus erbaut wurde. In der Nähe stehen eine Gedenkkapelle und ein Monument für die im Zweiten Weltkrieg gefallenen Bergsteiger in Form eines großen Kletterhakens mit Karabiner. Von hier aus bietet sich ein Blick auf die Triglav-Nordwand.

## Triglav-Nordwand
Die Triglav-Nordwand zählt zu den mächtigsten Wänden in den Ostalpen; wobei der größte Höhenunterschied rund 1.200 m beträgt. Imposant sind auch ihre drei Kilometer Breite und aus der Wand vorstehenden Felspfeiler; besonders markant sind der Slowenische, der Deutsche und der Triglav-Turm, welcher der mächtigste der drei ist.